# Apogamie
Apogamie ist ein botanischer Fachbegriff aus dem Bereich „Ungeschlechtliche Fortpflanzung“, der unterschiedlich definiert wurde und auch heute noch nicht einheitlich benutzt wird.
Anton de Bary (1878) fasste den Begriff sehr weit und wandte ihn auf sämtliche Fälle an, in denen „einer Species (oder Varietät) die sexuelle Zeugung verloren geht und durch einen anderen Reproduktionsprozess ersetzt wird“.
Hans Winkler führte 1906 dafür den Terminus Apomixis (im weiteren Sinne unter Einschluss der vegetativen Fortpflanzung) ein und definierte Apogamie neu als „apomiktische Erzeugung eines Sporophyten aus vegetativen Zellen des Gametophyten.“
Im Jahr 1904 unterschied Eduard Strasburger (nach Vorarbeiten Juels) erstmals zwischen Parthenogenesis und Apogamie, indem der erste Begriff eine Entwicklung des Eis ohne eine Reduktionsteilung, die Apogamie eine solche mit Reduktionsteilung bezeichnen sollte. Carl Correns akzeptierte damals diese Trennung, bemerkte aber, dass eine Bezeichnung des übergeordneten Phänomens oder des Phänomens mit Reduktionsteilung als Parthenogenesis günstiger gewesen wäre. Wie man sieht, hat Strasbugers Definition wenig mit der Winklers zu tun, da diese ja gerade Fortpflanzungsvorgänge ohne Meiose betrifft.
Der heutige Gebrauch des Begriffes fußt auf Winkler, ist jedoch nicht einheitlich. Das rührt offenbar daher, dass Winklers Formulierung „vegetative Zellen des Gametophyten“ unterschiedlich interpretiert wird. Anscheinend bezweifeln manche Autoren, dass bei Spermatophyten, welche sich asexuell auf dem Wege der Agamospermie  fortpflanzen, generative und vegetative Zellen des Gametophyten eindeutig unterscheidbar sind. Da bei ihnen die Meiose in der Embryosackmutterzelle unterbleibt, entsteht ein vielkerniger Embryosack, dessen Kerne durchweg einen unreduzierten Chromosomensatz haben. Loos (2008) lässt den Begriff Apogamie deshalb nur für solche Pflanzen gelten, die über einen vielzelligen Gametophyten verfügen, bei dem die eindeutig unterscheidbaren generativen Zellen funktionsunfähig geworden oder abortiert sind, und Embryonen aus Zellen des vegetativen Gametophytengewebes hervorgehen. Dafür kommen Algen und Farnpflanzen in Frage, theoretisch auch Gymnospermen, bei denen aber  anscheinend noch keine Fälle von Apogamie bekannt geworden sind. Nach Auffassung anderer Autoren kann man jedoch unterscheiden, ob der ohne Befruchtung zur Embryonalentwicklung gelangende  Embryosackkern der Eizelle entspricht oder einer vegetativen Zelle (vgl. Agamospermie). Gehe der Embryo aus dem Eizellen-Äquivalent hervor, handle es sich um Parthenogenese, andernfalls um Apogamie.